# Nationale Hypotheek Garantie
De Nationale Hypotheek Garantie is de garantie die iemand in Nederland kan krijgen als hij/zij een hypotheek afsluit voor het kopen of verbouwen van een woning.

## Werking garantie
De Nationale Hypotheek Garantie houdt in dat bij het afsluiten van een hypothecaire lening de Stichting Waarborgfonds Eigen Woningen borg staat voor de lening. De geldnemer betaalt aan de NHG hiervoor een borgtochtprovisie, een eenmalig bedrag (Sinds 1 januari 2014 1%, was 0,85% in 2013, 0,70% in 2012). Geldgevers geven aan geldleners met een NHG een korting op de hypotheekrente, tussen de 0,3 en 0,6 procentpunt.
Wanneer de geldnemer de lening niet meer kan betalen, wordt de geldgever door het fonds betaald. De geldnemer is daarmee niet uit de problemen; deze is nog steeds aansprakelijk, alleen heeft nu te maken met de Stichting als schuldeiser. Wanneer de reden van "verplichte verkoop" met een restschuld echtscheiding, arbeidsongeschiktheid, werkloosheid of het overlijden van iemands partner is en de geldnemers hebben gezorgd voor het beperken van het verlies, kan de stichting de schuld kwijtschelden.
Toch is het in het voordeel van de geldnemer om de borgtochtprovisie te betalen en een NHG af te sluiten. Omdat de Stichting Waarborgfonds Eigen Woningen garant staat voor de lening weet de geldgever 100% zeker dat de lening afbetaald wordt. Het ministerie van Volkshuisvesting, Ruimtelijke Ordening en Milieubeheer (VROM) en de Vereniging van Nederlandse Gemeenten (VNG) staan op hun beurt garant voor de Stichting Waarborgfonds Eigen Woningen; het risico voor geldschieters is dus verwaarloosbaar. Uiteindelijk staan de belastingbetalers collectief garant voor de NHG-hypotheken; zij lopen dus wel risico.
NHG kan worden afgesloten tot maximaal € 310.000 (2020). Wanneer meer geleend wordt, kan over een leningdeel tot dit bedrag bij NHG afgesloten worden, terwijl een ander leningdeel onder het hogere tarief valt. De NHG is ook mogelijk in het geval van bijlenen of een 2e hypotheek; voorwaarde is wel dat het geld aangewend wordt voor 'kwaliteitsverbetering' (bijvoorbeeld verbouwen) of voor het aankopen van de grond of erfpacht. Consumptieve leningen kunnen dus niet met NHG afgesloten worden.

## Maximale koopsom
De normen van de NHG worden ook gebruikt voor het maximale hypotheekbedrag. NHG rekent met een woonquote: hoe hoger het inkomen, hoe groter het deel van het inkomen dat aan woonlasten uitgegeven mag worden. De woonlasten worden berekend op basis van wat het zou kosten om de lening annuïtair af te lossen op basis van 6% rente of indien de rentevastperiode langer is dan negen jaar (vanaf jaar 2007), de daadwerkelijke rente. Dit is voor veel mensen een reden om 10-jaars rente te kiezen om net iets meer te mogen lenen.
De maximale koopsom van de woning wordt door NHG bepaald aan de hand van een vast percentage voor bijkomende kosten. Voor een bestaande woning wordt met 12% gerekend, voor nieuwbouw wordt 8% aangehouden. De maximale koopsom bij een kostengrens van € 350.000 is voor een bestaande woning dan € 312.500.
Alleen het hoogste inkomen van twee aanvragers wordt gebruikt in deze berekening voor de bepaling van de hoogte van het percentage van de woonquote; het percentage dat iemand van zijn (gezamenlijk) inkomen uit mag geven aan hypotheeklasten. Bij een zelfstandig inkomen (eigen bedrijf) wordt gerekend met de gemiddelde winst van de laatste drie jaar, gemaximeerd op de winst in het laatste jaar.
Veel geldgevers werken met dezelfde normen als NHG, of normen die er sterk op lijken. De NHG normen worden online gepubliceerd; geldgevers houden omwille van concurrentie hun normen geheim.
Het maximale hypotheekbedrag hangt ook af van de waarde van het onderpand en het inkomen van de aanvrager. De NHG-normen zijn betrekkelijk streng; het is vrijwel altijd mogelijk om een hogere lening te krijgen bij een geldgever door af te zien van NHG. Hier staat echter ook een hogere rente tegenover. Voor een indicatieve berekening van de maximale hypotheek onder NHG-normen bestaat er een NHG-sneltoets.
| Ingangsdatum voorwaarden | NHG-Kostengrens (tot 1-7-2014: aankoop bestaande woning)      | Maximale koopsom bestaande woning |
| ------------------------ | ------------------------------------------------------------- | --------------------------------- |
| 1 januari 2002           | € 200.000                                                     | € 178.571 (12% bijkomende kosten) |
| 1 januari 2003           | € 225.000                                                     | € 200.893 (12% bijkomende kosten) |
| 1 januari 2004           | € 230.000                                                     | € 205.357 (12% bijkomende kosten) |
| 1 januari 2005           | € 240.000                                                     | € 214.286 (12% bijkomende kosten) |
| 1 januari 2006           | € 250.000                                                     | € 223.214 (12% bijkomende kosten) |
| 1 januari 2007           | € 265.000                                                     | € 236.607 (12% bijkomende kosten) |
| 1 juli 2009              | € 350.000                                                     | € 312.500 (12% bijkomende kosten) |
| 15 juni 2011             | € 350.000                                                     | € 324.074 (8% bijkomende kosten)  |
| 1 juli 2012              | € 320.000                                                     | € 296.296 (8% bijkomende kosten)  |
| 1 januari 2013           | € 320.000                                                     | € 304.762 (5% bijkomende kosten)  |
| 1 juli 2013              | € 290.000                                                     | € 276.190 (5% bijkomende kosten)  |
| 1 januari 2014           | € 290.000                                                     | € 273.584 (6% bijkomende kosten)  |
| 1 juli 2014              | € 265.000                                                     | € 250.000 (6% bijkomende kosten)  |
| 1 juli 2015              | € 245.000                                                     | € 231.132 (6% bijkomende kosten)  |
| 1 januari 2017           | € 245.000 (€ 259.700 met Energiebesparende voorzieningen=EBV) | € 245.000 (€ 259.700 met EBV)     |
| 1 januari 2018           | € 265.000 (€ 280.900 met EBV)                                 | € 265.000 (€ 280.900 met EBV)     |
| 1 januari 2019           | € 290.000 (€ 307.400 met EBV)                                 | € 290.000 (€ 307.400 met EBV)     |
| 1 januari 2020           | € 310.000 (€ 328.600 met EBV)                                 | € 310.000 (€ 328.600 met EBV)     |
| 1 januari 2021           | € 325.000 (€ 344.500 met EBV)                                 | € 325.000 (€ 344.500 met EBV)     |
| 1 januari 2022           | € 355.000 (€ 376.300 met EBV)                                 | € 355.000 (€ 376.300 met EBV)     |
| 1 januari 2023           | € 405.000 (€ 429.300 met EBV)                                 | € 405.000 (€ 429.300 met EBV)     |
| 1 januari 2025           | € 450.000 (€ 477.000 met EBV)                                 | € 450.000 (€ 477.000 met EBV)     |

## Activiteiten
De toename van het totaal aantal nieuwe NHG’s vanaf 2008 hangt direct samen met de kredietcrisis. Het aantal huishoudens dat een beroep heeft gedaan op de borgstelling van NHG, vanwege een gedwongen verkoop met verlies, is in 2011 ook aanzienlijk gestegen. Ongeveer 80% van de verzoeken die jaarlijks binnenkomen krijgen een positief antwoord. In 2011 zagen ruim 1700 huishoudens hun beroep op de regeling gehonoreerd, een ruimschootse verdubbeling ten opzichte van 2007. De toename is het directe gevolg van de prijsdaling van woningen waardoor de kans groter wordt dat bij een gedwongen verkoop de opbrengst van een woning lager is dan de resterende hypothecaire lening. In meer dan de helft van de gevallen van gedwongen verkoop speelt echtscheiding een rol en in 20% van de gevallen werkloosheid.
Per 31 december 2023 staat de stichting Waarborgfonds Eigen Woningen borg voor een bedrag van circa € 199 miljard (2015: circa € 187 miljard) aan hypothecaire leningen. In 2023 is het NHG-garantiefonds voor in totaal € 0,8 miljoen aangesproken voor het opvangen van verliezen, dit is een uitkering van gemiddeld € 35.300 per gehonoreerd geval. Per 31 december 2023 bedraagt het garantievermogen € 1680 miljoen.
| Jaar | Aantal afgesloten leningen met NHG | Aantal gehonoreerde verliesdeclaraties | Totale borgstelling (× miljard) | Garantie- vermogen (× miljoen) | Dekkings- percentage |
| ---- | ---------------------------------- | -------------------------------------- | ------------------------------- | ------------------------------ | -------------------- |
| 2000 | 61.952                             | 36                                     | € 31                            | € 138                          | 0,45%                |
| 2005 | 121.819                            | 494                                    | € 79                            | € 334                          | 0,42%                |
| 2006 | 113.370                            | 663                                    | € 91                            | € 371                          | 0,41%                |
| 2007 | 90.336                             | 815                                    | € 96                            | € 408                          | 0,43%                |
| 2008 | 84.070                             | 714                                    | € 98                            | € 470                          | 0,48%                |
| 2009 | 97.302                             | 606                                    | € 109                           | € 549                          | 0,50%                |
| 2010 | 130.248                            | 1158                                   | € 126                           | € 656                          | 0,52%                |
| 2011 | 136.529                            | 1716                                   | € 136                           | € 741                          | 0,54%                |
| 2012 | 122.642                            | 3067                                   | € 154                           | € 786                          | 0,51%                |
| 2013 | 106.200                            | 3876                                   | € 164                           | € 778                          | 0,47%                |
| 2014 | 123.400                            | 4355                                   | € 176                           | € 808                          | 0,46%                |
| 2015 | 135.400                            | 3730                                   | € 187                           | € 880                          | 0,47%                |
| 2016 | 118.700                            | 2971                                   | € 193                           | € 966                          | 0,50%                |
| 2017 | 118.000                            | 1870                                   | € 197                           | € 1105                         | 0,56%                |
| 2018 | 111.400                            | 905                                    | € 205                           | € 1274                         | 0,62%                |
| 2019 | 112.400                            | 362                                    | € 197                           | € 1437                         | 0,73%                |
| 2020 | 132.000                            | 134                                    | € 197                           | € 1530                         | 0,78%                |
| 2021 | 123.400                            | 37                                     | € 196                           | € 1608                         | 0,82%                |
| 2022 | 101.410                            | 8                                      | € 193                           | € 1634                         | 0,85%                |
| 2023 | 106.732                            | 33                                     | € 199                           | € 1680                         | 0,84%                |